# 24 mai (calendar ortodox)

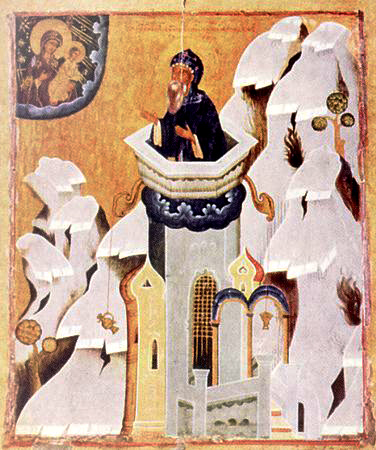
Sfântul Cuvios Simeon cel din Muntele Minunat (521 – 24 mai 592)

24 mai în calendarul ortodox:

## Sfinți
- Cuviosul Sf. Simeon din Muntele Minunat
- Pomenirea sfinților mucenici Meletie Stratilatul și a celor împreună cu dânsul.mărturisit